# خرگوش کوهستان
خرگوش کوهستان، خرگوش توندرا یا خرگوش برفی (نام علمی: Lepus timidus) نام یک گونه از سرده خرگوش‌ها است.